# 孔遵孺
孔遵孺（？—？），一名温孺，山东曲阜人，孔戣之子，孔子三十九代孙。进士及第，最终担任华阴县丞。
有三子孔纬、孔绛、孔缄。